# Radelchis al II-lea de Benevento
Radelchis al II-lea (d. 907) a fost principe longobard de Benevento de la 881 la 900.
Radelchis a fost fiul ducelui Adelchis de Benevento.
Domnia sa a avut parte de o lungă întrerupere în care bizantinii și spoletanii au luptat pentru controlul asupra Benevento. În 884 (sau 885), Radelchis a fost depus și exilat de către fratele său Aiulf al II-lea. În 897 (sau 898), el a fost restaurat doar pentru ca Benevento să fie din nou pierdut, de această dată în favoarea vărului său, Atenulf de Capua în ianuarie 900, moment din care Radelchis nu a mai revenit la conducere.